# 蔡復元
蔡复元（1494年—1543年），字叔仁（淑仁），號震轩，伊府長史司官籍（河南洛阳），顺天府宛平县人，明朝政治人物。同进士出身。

## 生平
正德十四年己卯科河南乡试举人，二十八岁中式正德十六年（1521年）辛巳科进士。嘉靖二年（1523年）接替吴鲸任嘉定县知县一职，嘉靖五年（1526年）由王仪接任。升苏州府同知，在任七年，嘉靖十三年（1534年）六月升四川按察司佥事。十六年入觐京师，次年被論免官。

## 家族
先世为顺天府宛平县（今北京市珠市口）人。曾祖蔡彝于成化四年（1468年）以举人授河南卢氏县令。祖蔡升娶伊王女真丘郡主为妻，授中奉大夫，因爱洛中风土，举家迁洛。父蔡英，真丘郡主之子，赠苏州府同知；母钱氏，封太宜人。弟复亨、复利、复贞（举人）。